# 2MASS J12130336-0432437
2MASS J12130336-0432437 ist ein Brauner Zwerg im Sternbild Jungfrau. Er wurde 2003 von Kelle L. Cruz et al. entdeckt.
Er gehört der Spektralklasse L5 an. Seine Position verschiebt sich aufgrund seiner Eigenbewegung jährlich um 0,35 Bogensekunden.